# Hyundai Porter
Der Hyundai Porter ist ein Kleintransporter, der als Pritschenwagen oder Fahrgestell für Aufbauten produziert wird. Die aktuelle Generation ist eine Eigenentwicklung, während die anderen Generationen auf Mitsubishi-Delica-Modellen basierten. Zeitweise wurde der Porter auch als Dodge 100 angeboten.

## Erste Generation (1977–1981)

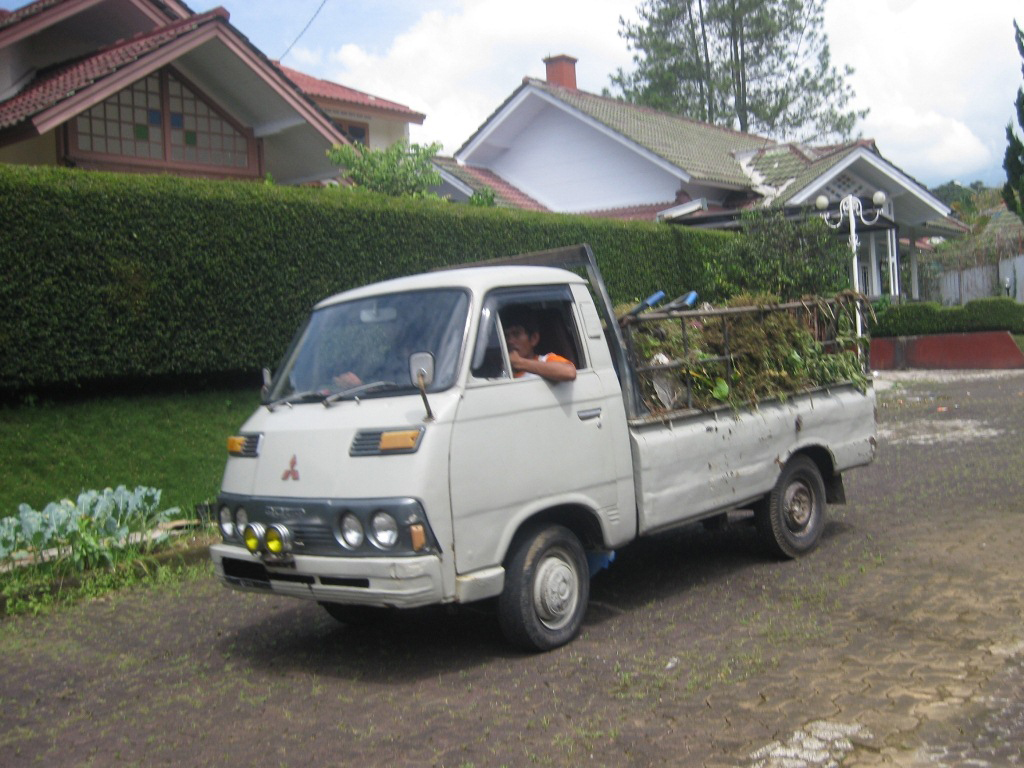
Mitsubishi Delica I

Die erste Generation des Porter startete im Januar 1977 ursprünglich als Hyundai HD1000 und basierte auf dem Mitsubishi Delica I. Dieses Modell wurde als 12-Sitzer Kleinbus, 3-Sitzer Kastenwagen sowie Krankenwagen gebaut. Einem Pritschenwagen bzw. Fahrgestell gab man den Namenszusatz Porter. Die Produktion des HD1000 wurde 1981 eingestellt.

## Zweite Generation (1986–1996)
Im Dezember 1986 startete der Porter II. Dieser basierte auf dem Mitsubishi Delica II der gerade auf dem Weltmarkt durch ein neues Modell abgelöst wurde. Den Porter II gab es nun nur noch als Pritschenwagen und Fahrgestell für Aufbauten.
Als Kastenwagen / Kleinbus wurde nun der Hyundai Grace bzw. H-100 angeboten, welcher wiederum auf dem neuen Mitsubishi Delica Modell basierte.

### Modellpflege (1993)
1993 erfolgte eine Modellpflege des Porter II. Eine veränderte Front mit nun runden Scheinwerfern waren die äußerlichen Merkmale. Das Lenkrad aus dem 1991er Hyundai Sonata und das Armaturenbrett aus dem Grace waren die Verbesserungen im Innenraum. Zusätzlich zur Normalkabine gab es nun auch eine Doppelkabine. Es zog nun der Cyclone D4BX Motor ein, ein Nachbau des Mitsubishi 4D56 2,5-Liter-Diesel-Vierzylinder.

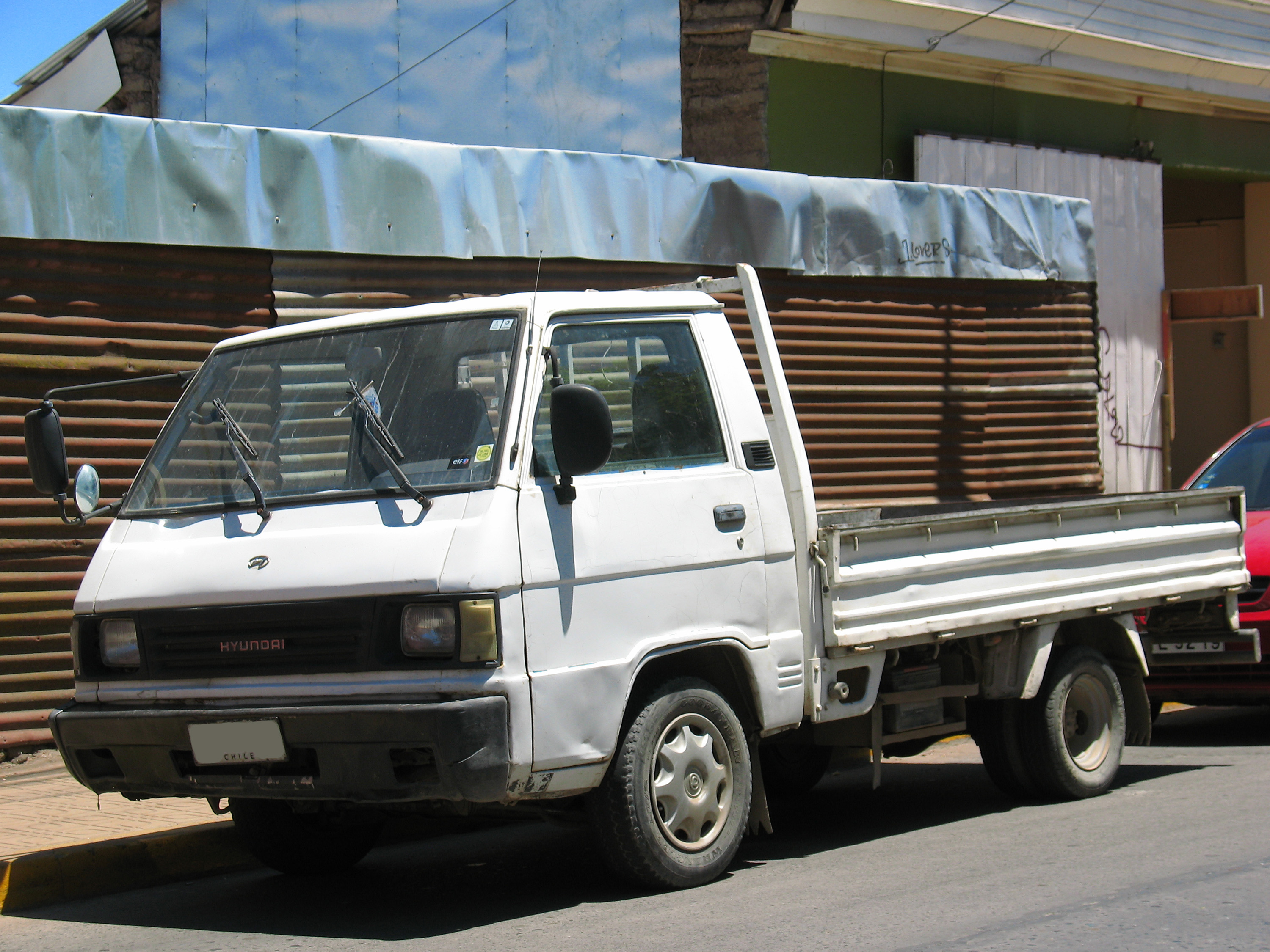
Hyundai Porter (1986–1993)
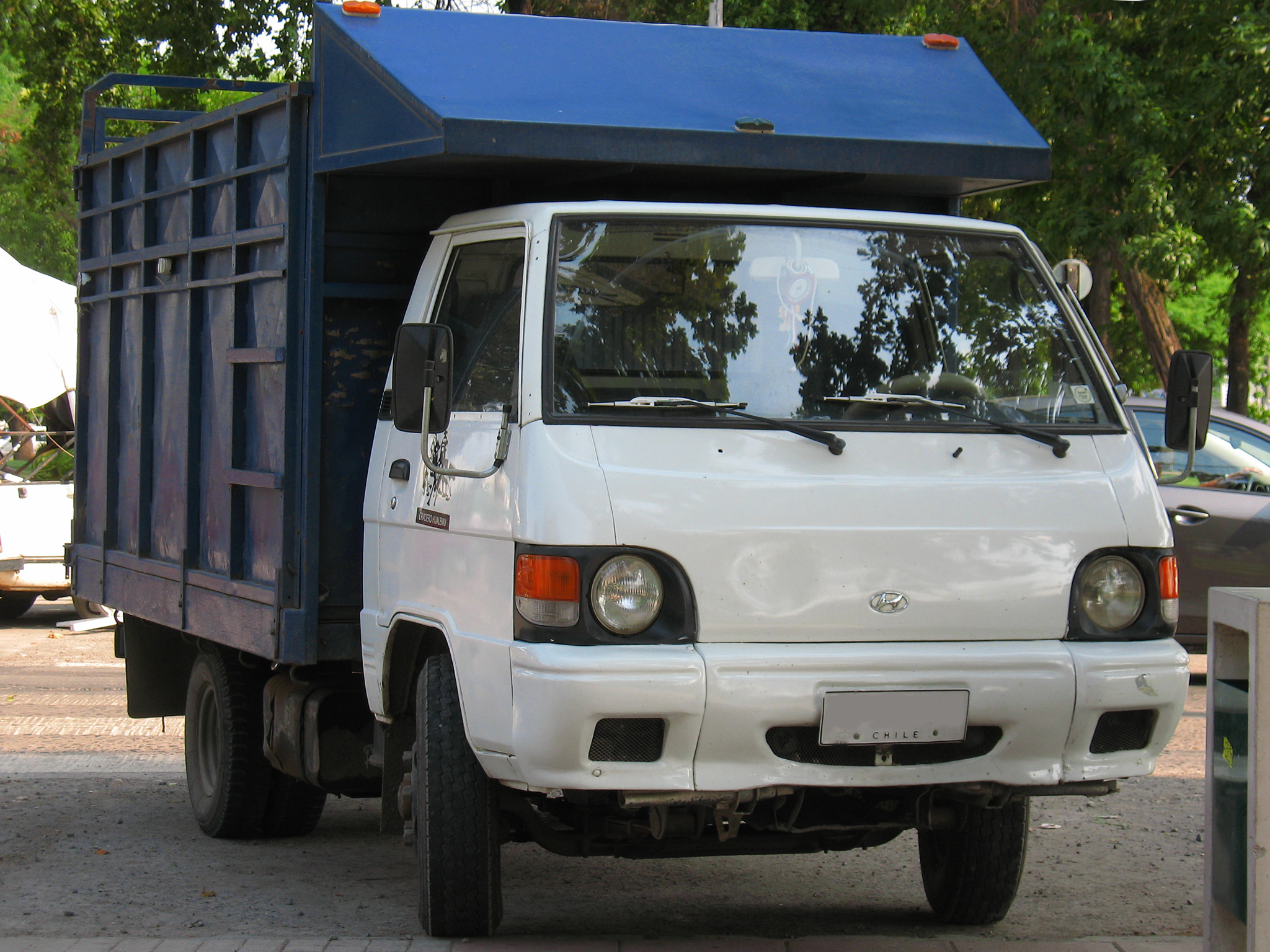
Hyundai Porter (1993–1996)

## Dritte Generation (seit 1996)

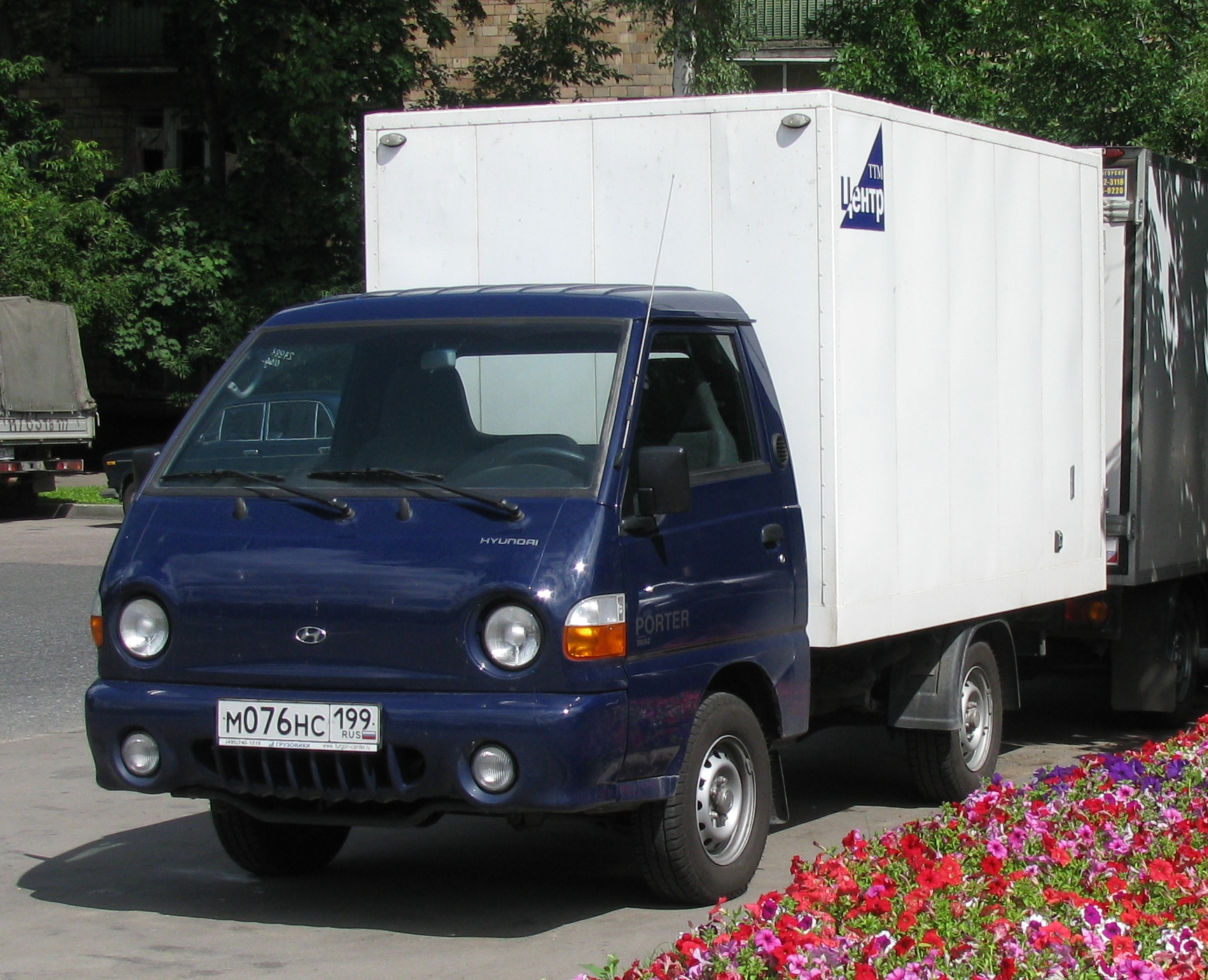
Hyundai Porter (seit 1996)

Die Produktion der Dritten Generation lief im März 1996 an. Das New Porter genannte Modell basierte nun auf dem Mitsubishi Delica III, wie bereits der Hyundai Grace. Erhältlich war das Modell mit einem T-LSD-Motor, der eine Leistung von 80 PS hatte. Ab 1997 wurde dieses Modell als Hyundai Bakkie mit einem 58-PS-Dieselmotor in Südafrika eingeführt. 2004 endete die Produktion des Porter 3 in Südkorea. Das Modell wurde seit 1999 oder 2000 bis 2004 (oder später) vom pakistanischen Unternehmen Dewan Farooque Motors als Hyundai Shehzore produziert. Ein halbes Jahr darauf begann auch das russische Taganrog-Automobilwerk mit der Produktion der dritten Generation des Porters. Als Motorisierung gibt es hier eine 60-PS-Dieselversion. Das Modell wird seit Sommer 2008 von Russland auch nach Malaysia als CKD-Bausatz geliefert, wo es dann vom malaiischen Hyundai-Importeur Inokom zusammengebaut und als Inokom Lorimas vertrieben wird.

## Vierte Generation (seit 2004)

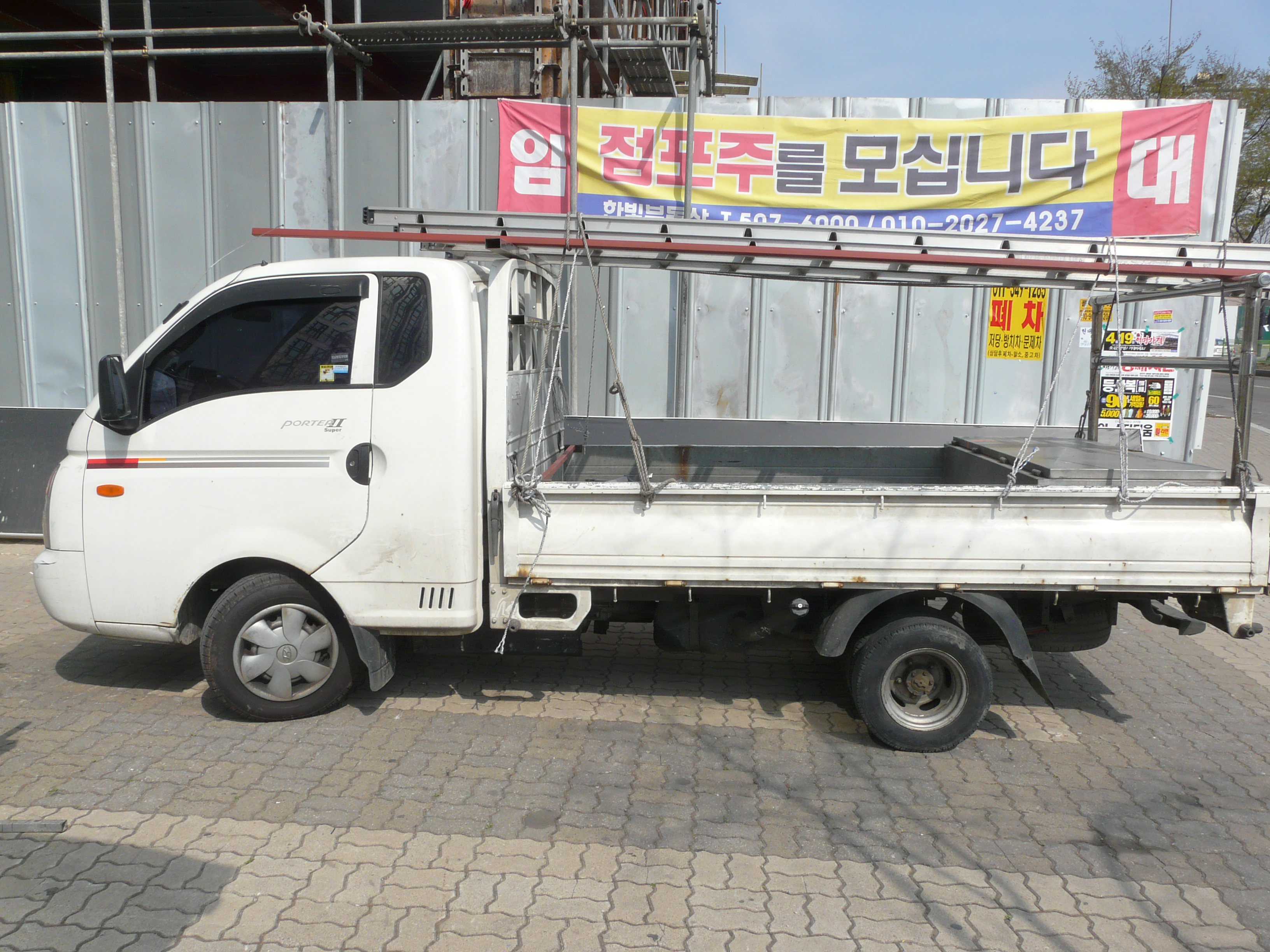
Seitenansicht

2004 erschien ein nun wieder von Hyundai selbst entwickeltes neues Modell. Wiederum mit Einzel- oder Doppelkabine. Als Motor kommt der D4CB zum Einsatz-ein Dieselmotor mit Common-Rail-Einspritzung und 128 PS Leistung. Dieses Modell wurde auch zeitweilig von Dodge als Dodge 100 in Mexico vermarktet. In Brasilien wird er von Hyundai CAOA als Hyundai HR verkauft.